# Едуард Жюве
Едуард Жюве (*Edouard Juvet-Bourgeois, 23 квітня 1820 —2 листопада 1886) — швейцарський годинникар, засновник фірми «Жюве».

## Життєпис
Походив з родини містян. Народився у містечку Фльорьє (князівство Невшатель, Прусія). Син Анрі-Луї Жюве-Буржуа та Софі Вочер де ла Кру. Замолоду захопився виробленням кишенькових годинників. У 1842 році відкрив власну майстерню у містечку Бютт. У 1844 році перебирається до Фльорьє. У 1845 році одружився.

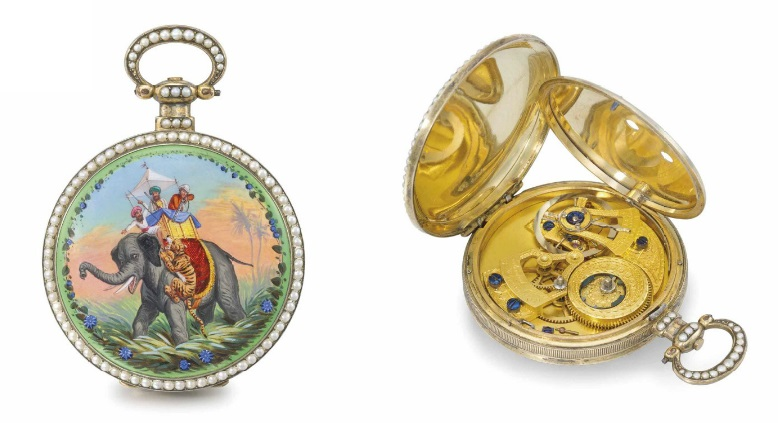
Годдиник Е.Жюве

У 1856 році відкрив представництво свого торговельного дому в Шанхаї (після поразки династії Цін у Другій опіумній війні). У 1858 році — у Пекіні та Таньцзяні, у 1860 році — Сайгоні. Східні представництва очолювали сини Едуарда Жюве — Амі-Луї та Лео. Годинники Бове поставлялися до імператорського двору Цін. З 1873 року Едуард Бове став наносити китайські символи на продукти фірми, що відповідно зареєстрував. Створені ним годинник — флакон, стилізованої форми шинуазрі XVIII століття, представлені в зібраннях пекінського музею Ґуґун. В Китаї компанія Жюве конкурувала лише з фірмою Бове. Жюве використовував в Китаї різні торгові марки, найбільш часто — марку з двох ієрогліфів («уна»), поміщено у фігуру метелика з розправленими крилами.
У 1875 році Едуард Жюве оформив довіреність на сина Лео. З цього моменту останній став керувати годинникарною фірмою Жюве. Едуард здійснював лише загальне управління. Едуард Жюве помер у 1886 році. Його фірму успадкував син Лео, оскільки інший — Амі-Луї — помер раніше.